# La piccola volpe astuta
Příhody lišky Bystroušky (Racconti della volpe "orecchie affilate"), meglio conosciuta come La piccola volpe astuta, è un'opera in tre atti di Leoš Janáček. Il libretto, dello stesso compositore, è basato su una storia a fumetti apparsa sul quotidiano Lidové noviny disegnato da Stanislav Lolek, a sua volta basato da un racconto di Rudolf Těsnohlídek.

## Genesi e prime rappresentazioni
L'ispirazione per la composizione dell'opera venne offerta al compositore dalla domestica Maria Stejskalova, assidua lettrice del quotidiano locale Lidové noviny. Sfogliando il giornale, Janáček si imbatté nelle puntate del romanzo per ragazzi La volpe Bystrouska di Rudolf Těsnholídek, illustrato da Stanislav Lolek. Il compositore, che da tempo meditava sul tema del conflitto tra uomo e natura, sollecitato anche dalla letteratura del proprio paese (Kafka in primis), decise di mettere in musica lo strano soggetto, un vero unicum nella produzione operistica mondiale, eguagliato solo in parte dal fiabesco L'Enfant et les sortilèges di Maurice Ravel (che debutterà l'anno dopo quest'opera). 
 Dopo alcuni incontri con Těsnholídek, Janáček lavorò alla composizione della nuova opera tra il 1922 e il 1924, e nel novembre dello stesso anno l'opera è rappresentata per la prima volta al Teatro Nazionale di Brno.

L'opera è una delle più conosciute del compositore ceco, ed appare frequentemente nei repertori dei teatri mondiali. Dell'opera esiste anche una Suite sinfonica, curata da Václav Talich, amico e collega del compositore.

## Traduzione del titolo
La traduzione letterale del titolo Příhodi lišky Bystroušky è Le avventure della volpe Orecchiuccio-aguzzo. Alla prima rappresentazione italiana, avvenuta alla Scala nel 1958, l'opera è stata proposta al pubblico con il nome Le avventure della volpe Briscola. In seguito a un'altra rappresentazione scaligera, avvenuta nel 2003, l'opera appare nei cartelloni italiani col titolo La piccola volpe astuta.

## Trama

### Atto 1
Il Guardiacaccia, dopo un sonnellino nel bosco, trova la volpe Bystrouska e la porta a casa. In cattività, Bystrouska è infelice, continuamente infastidita dai figli del Guardiacaccia e dal cane Lapak che cerca continuamente di accoppiarsi con lei. All'alba, Bystrouska viene provocata dal gallo e dalle galline: la volpe si vendica facendo strage del pollaio. Il Guardiacaccia e la moglie accorrono per punirla, ma Bystrouska riesce a strapparsi il guinzaglio di dosso e fugge nel bosco.

### Atto 2
Mentre Bystrouska torna ad abitare nel bosco, scacciando un vecchio tasso dalla sua tana e prendendone possesso, nella locanda del villaggio il Guardiacaccia prende in giro il Maestro di scuola per le sue delusioni amorose, mentre quest'ultimo gli rinfaccia la fuga di casa della volpe. Tornando a casa dalla locanda, il Maestro intravede Bystrouska aggirarsi nei boschi, e la scambia per l'amata Terynka.

Nottetempo, Bystrouska incontra una volpe maschio, Zlatohřbítek: i due si innamorano a prima vista l'uno dell'altra. Dopo alcuni dubbi, i due si dichiarano e chiedono al Picchio di celebrare le loro nozze, alla presenza degli animali del bosco.

### Atto 3
Il Guardiacaccia discute con Harasta, venditore ambulante di polli, temendo che possa essere un bracconiere. Vedendo i resti dell'ennesima scorribanda della volpe, il Guardiacaccia lascia una lepre in una trappola.

Bystrouska e Zlatohřbítek hanno avuto una numerosa cucciolata, e la numerosa famigliola si imbatte nella trappola ma non ci cascano e ne ridono. Al ritorno di Harasta, Bystrouska lo attira in una trappola, mentre la famiglia fa strage nel pollaio di Harasta: tuttavia, l'uomo imbraccia il fucile e colpisce Bystrouska, uccidendola. 

Al villaggio si festeggiano le nozze di Harasta e Terynka; il Guardiacaccia consola l'infelice e deluso Maestro, e ritorna a casa, passando nel bosco, nello stesso sentiero dove tempo prima aveva catturato Bystrouska. Come ad inizio opera, il Guardiacaccia si addormenta, e nel sogno gli riappare una piccola volpe, che tenta di afferrare, ma invano.

## Brani di interesse
- Bozínku, ten je hezké! (Mio dio, com'è bello!), duetto d'amore tra le due volpi
- Nerikal! jsem to? (Non avevo sognato), monologo finale del Guardiacaccia

## Incisioni discografiche
| Anno | Cast (Bystrouska, Zlatohřbítek, Guardiacaccia) | Direttore         | Etichetta |
| ---- | ---------------------------------------------- | ----------------- | --------- |
| 1981 | Lucia Popp, Eva Randova, Dalibor Zedlická      | Charles Mackerras | Decca     |
| 1991 | Lillian Watson, Diana Montague, Thomas Allen   | Simon Rattle      | Chandos   |

## Registrazioni video
| Anno | Cast (Bystrouska, Zlatohřbítek, Guardiacaccia)      | Direttore             | Etichetta   |
| ---- | --------------------------------------------------- | --------------------- | ----------- |
| 1995 | Eva Jenis, Hanna Minutillo, Thomas Allen            | Charles Mackerras     | Arthaus     |
| 2008 | Elena Tsallagova, Hanna Minutillo, Jukka Rasilainen | Dennis Russell Davies | Medici Arts |
| 2009 | Isabel Bayarakdarian, Lauren Curnow, Quinn Kelsey   | Seiji Ozawa           | Arthaus     |
| 2012 | Lucy Crowe, Emma Bell, Sergei Leiferkus             | Vladimir Jurovskij    | Opus Arte   |